# 1516 Henry
1516 Henry (mednarodno ime je tudi 1516 Henry) je temen asteroid v glavnem asteroidnem pasu. 

## Odkritje
Asteroid je odkril francoski astronom André Patry ( 1902 – 1960) 28. januarja 1938 v Nici.. 
Poimenovan je po bratih Paulu in Prosperju Henry, ki sta bila francoska astronoma.

## Lastnosti
Asteroid Henry obkroži Sonce v 4,24 letih. Njegova tirnica ima izsrednost 0,189, nagnjena pa je za 8,736° proti ekliptiki. Njegov premer je 19,92 km, okoli svoje osi se zavrti v 17,370 h .
O asteroidu je zelo malo znanega.